# 심리학과 종교
《심리학과 종교》(영어 원제: Psychology and Religion: West and East)는 심리학자 카를 융이 쓴 책으로 영국의 프린스턴 대학교 출판부와 다국적 발행 출판사인 루트노드가 처음으로 출판했다.
개인이 믿음을 가진 채, 인생을 사는 과정에서 내면에 어떤 일이 발생하는지를 담고 있다.

## 종교에 대한 견해
신자들은 자신의 바람, 내면 속 상태를 신의 형상과 그 스토리로 내놓는다.
사람들 중에는 신이 정해준 운명을 믿음으로 인생을 개척하려는 노력을 안 하는 경우가 있는데
종교는 믿는 사람에 따라 자신의 나태함을 정당화하는데 악용될 수 있다.
자신에게 있던 사건이 조금이라도 의미를 주었다면 그것은 그 사람만의 종교체험이 될 수 있다.

## 책 속에 소개된 분석심리학 이론

### 선악론
행위가 일어난 것의 선하고 악함은 사람이 어떤 의미를 부여하는지에 달라진다.

### 동시성 이론
키워드나 사건이 비슷한 간격을 두고 언급되고 일어나면 그것은 경험할 사람에게 특정한 암시를 주고자 하는 것이다.

### 자아와 자기
자아 보다 높은 자기란 개념이 있는데 이것은 외부에 의해 억눌렸던 되고 싶은 자신의 모습이다.
되고 싶은 자신의 모습을 달성하면 그 사람은 개성화에 성공한 것이다.
개성화가 어려운 이유가 사람의 본성 상 사회에서도 공감을 얻어야 하고, 또 개인만의 삶도 있어야 인생을 제대로 산다는 느낌이 난다.
그러나 둘 다 조화해서 못하니 개성화가 어려운 것이다.

## 기타
각 사상들이 대립할 때 의식과 무의식 사이 제3의 존재가 있다고 한다.
제3의 존재는 사상적 싸움의 휴식처로서 유머가 발생하는 것이다.

## 같이 보기
- 황야의 이리
- 살육의 천사 (애니메이션)